# 藤井日達
藤井 日達（ふじい にったつ/にちだつ、1885年（明治18年）8月6日 - 1985年（昭和60年）1月9日）は、熊本県阿蘇（現・阿蘇市一の宮町）出身の僧侶。

## 略歴
大分県の臼杵農学校に学び、1903年（明治36年）に臼杵の日蓮宗法音寺にて出家。1912年（大正元年）日蓮宗大学（現在の立正大学）入学。さらに浄土宗大学院、真言宗学林、法隆寺勤学院、真言宗連合大学、臨済宗建仁寺僧堂にて学ぶ。
1918年（大正7年）10月、旧満州の遼陽に最初の日本山妙法寺を建立、日本国内では1924年（大正13年）に最初の日本山妙法寺を、静岡県富士市の田子の浦に建立する。1930年（昭和5年）にインドに渡り、1933年（昭和8年）ガーンディーと出会い、非暴力主義に共鳴。
第二次世界大戦後は、不殺生、非武装、核廃絶を唱えて平和運動を展開。1954年（昭和29年）、ネルー首相より贈られた仏舎利を納めた仏舎利塔を、熊本駅裏の花岡山山頂に建設。1957年（昭和32年）にネルー首相と会見。また「世界宗教者平和会議」や「世界平和会議」の開催にも尽力した。

## 文献

### 著作
- 『わが非暴力:藤井日達自伝』春秋社、1972年。
- 『毒鼓』わせだ書房、 1961年。
- 『仏教と世界平和』日印サルボダヤ交友会編集部、1980年。※増補改訂版、1981年
- 『藤井日達全集』全10巻、隆文館、1994年～1999年

### 評伝
- 外川昌彦「藤井日達の西天開教とマハトマ・ガンディーの植民地主義批判―近代日本仏教のアジア布教とインド」『宗教と社会』第21号、2015年、pp. 1-15.
- 外川昌彦「ガンディーと共に暮らす－1930年代の日印関係と藤井日達のインド体験」『東洋文化研究所研究紀要』第159冊、東京大学、2011年、pp. 322-360.
- 林 明 「インドにおける日本山妙法寺:石谷上人・森田上人の思想・活動--藤井日達上人とガンディーの精神の継承」『人文社会論叢. 人文科学篇』(20)、弘前大学人文学部、2008年、1～12ページ。
- 山折哲雄 「孤高の僧、藤井日達と私」講談社現代新書『教えること、裏切られること:師弟関係の本質』講談社、2003年。
- 内藤雅雄 「M.K.ガーンディーと日本人：日中戦争をめぐって」『アジア・アフリカ言語文化研究』(63)、2002年、125～174ページ。
- 西数男 『日蓮大聖人と藤井日達大聖人のおはなし:こどものための読物』1988年。
- 中濃教篤 「藤井日達上人を偲ぶ」『文化評論』(通号 288)、新日本出版社、1985年、206～209ページ。
- 山折哲雄 「藤井日達のアジア主義：1930年代の日印関係」『アジア経済』17(11)、1976年、21～34 ページ。
- 丸山照雄 「現代を生きる「僧」の二つの典型：訓覇信雄師と藤井日達師の場合」『思想』(通号 613)、1975年、974～997ページ。
- 山折哲雄 「インド体験型アジア主義の一類型：藤井日達の場合」『アジア経済』14(9) 、1973年、2～19 ページ。
- 小沢信男 「日本山妙法寺：藤井日達とその弟子たち-特集・日本の平和思想」『思想の科学・第5次』(29)、1964年、85～93ページ。